# Maximiliano Ezequiel Gutiérrez
Maximiliano Gutiérrez (Córdoba, Argentina; 4 de enero de 1997) es un futbolista argentino que se desempeña como mediocampista ofensivo y juega en Racing de Córdoba, de la Primera Nacional de Argentina.

## Trayectoria
Maximiliano Gutiérrez realizó las categorías inferiores en Instituto de Córdoba, y si bien estuvo dos años entrenando con el plantel superior, llegando a estar en el banco de suplentes en el partido frente a Estudiantes de Caseros por la Copa Argentina 2013-14, fue dejado en libertad por sin llegar a debutar con el club.
Luego de casi dos años alejados de las canchas, se une a Sarmiento de Leones, que por ese entonces disputaba la  Liga de Bell Ville para volver a comenzar su carrera futbolística, y con los cuales, además de disputar la liga local, pudo ser parte del plantel que disputó Torneo Regional Federal Amateur 2021-22.
Luego de realizar un buen campeonato con el conjunto de Leones, Gutiérrez se une en 2022 a Argentino de Monte Maíz, del Torneo Federal A. En el año y medio que permaneció en el club, disputó 47 partidos, anotó 10 goles y repartió 3 asistencias, jugando a un muy buen nivel, lo que hizo que varios clubes se fijen en él.
Para 2024, es cedido a préstamo, con opción de compra al finalizar el mismo, a San Martín de San Juan, de la Primera Nacional, lo que significó un gran salto en la carrera de Maximiliano, que tres años atrás estaba disputando la cuarta división del fútbol argentino. El primer partido con su nuevo equipo fue el 4 de febrero, en la victoria 1 a 0 frente Alvarado de Mar del Plata, por la primera fecha del campeonato de ascenso. Ese año junto con el conjunto cuyano, logró el ascenso a la Liga Profesional Argentina.
Para el 2025 es nuevamente cedido, esta vez a Racing de Córdoba, para disputar el Campeonato de Primera Nacional 2025.

## Estadísticas

### Clubes
Actualizado hasta su último partido disputado el 6 de julio de 2025.
| Club                              | Div.          | Temporada     | Liga  | Liga  | Liga   | Copas nacionales | Copas nacionales | Copas nacionales | Copas internacionales | Copas internacionales | Copas internacionales | Total | Total | Total  |
| Club                              | Div.          | Temporada     | Part. | Goles | Asist. | Part.            | Goles            | Asist.           | Part.                 | Goles                 | Asist.                | Part. | Goles | Asist. |
| --------------------------------- | ------------- | ------------- | ----- | ----- | ------ | ---------------- | ---------------- | ---------------- | --------------------- | --------------------- | --------------------- | ----- | ----- | ------ |
| Sarmiento de Leones Argentina     | 4.ª           | 2021-22       | 10    | 2     | 1      | —                | —                | —                | —                     | —                     | —                     | 10    | 2     | 1      |
| Sarmiento de Leones Argentina     | Total club    | Total club    | 10    | 2     | 1      | 0                | 0                | 0                | 0                     | 0                     | 0                     | 10    | 2     | 1      |
| Argentino de Monte Maíz Argentina | 3.ª           | 2022          | 14    | 1     | 1      | —                | —                | —                | —                     | —                     | —                     | 14    | 1     | 1      |
| Argentino de Monte Maíz Argentina | 3.ª           | 2023          | 33    | 9     | 2      | —                | —                | —                | —                     | —                     | —                     | 33    | 9     | 2      |
| Argentino de Monte Maíz Argentina | Total club    | Total club    | 47    | 10    | 3      | 0                | 0                | 0                | 0                     | 0                     | 0                     | 47    | 10    | 3      |
| San Martín (SJ) Argentina         | 2.ª           | 2024          | 25    | 3     | 3      | 1                | 0                | 0                | —                     | —                     | —                     | 26    | 3     | 3      |
| San Martín (SJ) Argentina         | Total club    | Total club    | 25    | 3     | 3      | 1                | 0                | 0                | 0                     | 0                     | 0                     | 26    | 3     | 3      |
| Racing de Córdoba Argentina       | 2.ª           | 2025          | 9     | 0     | 1      | 1                | 0                | 0                | —                     | —                     | —                     | 10    | 0     | 1      |
| Racing de Córdoba Argentina       | Total club    | Total club    | 9     | 0     | 1      | 1                | 0                | 0                | 0                     | 0                     | 0                     | 10    | 0     | 1      |
| Total carrera                     | Total carrera | Total carrera | 91    | 15    | 8      | 2                | 0                | 0                | 0                     | 0                     | 0                     | 93    | 15    | 8      |
| 1.                                |               |               |       |       |        |                  |                  |                  |                       |                       |                       |       |       |        |